# Wolfgang Ensle
Wolfgang Ensle (29 de julho de 1920 - 27 de setembro de 2007) foi um piloto alemão da Luftwaffe durante a Segunda Guerra Mundial. Voou mais de 760 missões de combate, nas quais destruiu 34 tanques inimigos. Foi condecorado com a Cruz Germânica e com a Cruz de Cavaleiro da Cruz de Ferro. Foi ferido em combate, em Outubro de 1944, enquanto pilotava o seu Fw 190, tendo sido abatido por um P-38 Lightning, o que fez com que nunca mais voltasse a pilotar.